# منطقه حفاظت‌شده روبینا
منطقه حفاظت‌شده روبینا (به لاتین: Rubina Nature Reserve) یک منطقه حفاظت‌شده در استونی است که در استونی واقع شده‌است.